# Intertop
«Интертоп Украина» (укр. ІНТЕРТОП Україна, англ. Intertop Ukraine) — украинская компания, занимающаяся продажей обуви в розницу.

## Описание
По состоянию на октябрь 2019 компании принадлежат 136 магазинов в 27 городах Украины. Они относятся к четырнадцати торговым маркам: Intertop, Armani Exchange, Emporio Armani, Clarks, Ecco, Geox, Marc O’Polo, Napapijri, Skechers, Timberland, детская сеть Intertop kids, сети магазинов низких цен Intertop outlet и Birka.
Магазины сети Intertop действуют также в Казахстане.
Intertop является официальным партнером Федерации легкой атлетики Украины (с 2017) и Национального олимпийского комитета Украины (c 2018).

## История
Первый магазин компании был открыт в 1994 году. В 1995 году был открыт первый монобрендовый магазин Ecco. Компания приобрела права эксклюзивного поставщика обуви марок Ecco и Geox для Украины.
В 2004 году была создана собственная торговая марка Braska. По состоянию на май 2018 под маркой Braska были выпущены 30 коллекций и было продано более миллиона пар обуви.
В 2019 Intertop совместно с украинским дизайнером Лилией Пустовит создал коллекцию одежды под названием Poustovit x Intertop .